# Dermamoebida
Dermamoebida es un orden de protistas del grupo Amoebozoa. Son amebas aplanadas con la superficie celular lisa o con crestas anchas, no arrugadas. La superficie celular es gruesa, formada por varias capas, o compuesta de estructuras helicoidales apretujadas.